# Süsterfeld-Helleböhn
Süsterfeld-Helleböhn, Kassel-Süsterfeld-Helleböhn – okręg administracyjny Kassel, w Niemczech, w kraju związkowym Hesja. W grudniu 2015 roku okręg liczył 5724 mieszkańców.